# BC4 (liggvagn)
Liggvagn BC4 är en svensk järnvägsvagn (liggvagn) av 1980-talstyp.
BC4 är en traditionell liggvagn med 6-bäddskupéer som kan omvandlas till 6 sittplatser dagtid. Dörrar och toaletter finns dock bara i en ände av vagnen.
SJ äger ett antal vagnar och använder dessa i de flesta av sina nattåg. Några vagnar ägs också av Trafikverket som för närvarande (2024) hyr ut vagnarna till SJ som bedriver av Trafikverket upphandlad trafik till övre Norrland. 
Under mitten av 1980-talet uppstod ett behov av fler liggvagnar. Redan 1979 hade en generation personvagnar kallade 1980-talsvagn börjat att levereras. Dessa vagnar var, till skillnad mot föregångaren BC2 2,90 meter längre (totallängd 26,40 meter). De nya liggvagnarna fick beteckningen BC4 (B= andra klass, C = Couchette (liggvagn på franska), 4 = typ 4) och har dörrar endast i ena ändan av vagnen, detta för att ge mer utrymme åt kupéer. Vagnarna har även automatiska entré- och vestibul-dörrar.
Vagnarna fick en för sin tid ny typ av boggier kallade Asea-boggierna som gav en lugn och tyst gång (tysta skivbromsar). Ljudnivån invändigt var låg och toaletterna var hygieniska (vakuum-toa). Dessutom fanns små tvättrum. Dessa egenskaper hade även föregångaren BC2 förutom boggierna. Vagnen saknade dock luftkonditionering.
Inredningen gick i ljusa färger med ljusbeiga väggar och grå plastmatta. Bäddarna, 6 st per kupé.